# Contarinia symphyti
Contarinia symphyti är en tvåvingeart som beskrevs av Jean-Jacques Kieffer 1909. Contarinia symphyti ingår i släktet Contarinia och familjen gallmyggor.
Artens utbredningsområde är Frankrike. Inga underarter finns listade i Catalogue of Life.